# Geljance
Gelancë en albanais et Geljance en serbe latin (en serbe cyrillique : Гељанце) est une localité du Kosovo située dans la commune/municipalité de Theranda/Suva Reka et dans le district de Prizren/Prizren. Selon le recensement de 2011, elle compte 1 116 habitants.
Le village est également connu sous le nom albanais de Gilanc.

## Démographie

### Évolution historique de la population dans la localité
| 1948 | 1953 | 1961 | 1971 | 1981  | 1991  | 2011  |
| ---- | ---- | ---- | ---- | ----- | ----- | ----- |
| 184  | 332  | 490  | 721  | 1 027 | 1 420 | 1 116 |

|  |

### Répartition de la population par nationalités (2011)
En 2011, les Albanais représentaient 79,74 % de la population et les Ashkalis 19,08 %.